# Созиген
Созиген от Александрия (Sosigenes) е александрийски учен, живял през I век пр.н.е. и I век.
Споменат е от Плиний Стари, като астроном, призован от Юлий Цезар в Рим, за да работи по създаването на новия календар. За провеждането на реформата, императора извикал в Рим група александрийски астрономи, начело със Созиген. Той взел за база египетския слънчев календар и значително го усъвършенствал. Созиген разделил годината на 12 месеца, запазвайки старите им наименования – януари, февруари, март, април, май, юни, квинтилис, секстилис, септември, октомври, ноември, декември. Месец мерцедоний бил премахнат от календара.
В „Естествена история“ на Плиний Стари е споменат 2 пъти. Философски трудове на Созиген, в т.ч. и коментарите по трактата на Аристотел „За Небето“ (De Caelo), не са се запазили.